# سیوییو (واشینگتن)
سیوییو، واشینگتن (به انگلیسی: Seaview, Washington) یک منطقه مسکونی در ایالات متحده آمریکا است که در شهرستان پاسیفیک، واشینگتن واقع شده‌است.

## خصوصیات
سیوییو  ۴۷۳ نفر جمعیت دارد و ۳٫۰۵ متر بالاتر از سطح دریا واقع شده‌است.